# 上月翔聖
上月 翔聖（こうづき しょうせい、2000年2月1日 - ）は、兵庫県加東市出身のサッカー選手。ポジションは、ミッドフィールダー(MF)。

## 来歴
神戸弘陵学園高校からびわこ成蹊スポーツ大学に進学し、2022年に当時JFLだったFC大阪への加入が決まった。
2023年11月19日、FC大阪は同年限りで退団することを発表した。
2024年、高知ユナイテッドSCに移籍。この年はJFL全30試合に出場し、この年のJFLベストイレブンに選出されて高知のJ3加盟に貢献した。
J3・JFL入れ替え戦では貴重な同点ゴールを決めるなど活躍をした
2025年3月30日のFC琉球戦でJリーグでの初ゴール。

## 所属クラブ
- イルソーレ加東FC[2]
- イルソーレ小野FC[2]
- 神戸弘陵学園高校
- びわこ成蹊スポーツ大学
- 2022年 - 2023年  FC大阪
- 2024年 -  高知ユナイテッドSC

## 個人成績
| 国内大会個人成績 | 国内大会個人成績 | 国内大会個人成績 | 国内大会個人成績 | 国内大会個人成績 | 国内大会個人成績 | 国内大会個人成績 | 国内大会個人成績 | 国内大会個人成績 | 国内大会個人成績 | 国内大会個人成績 | 国内大会個人成績 |
| 年度             | クラブ           | 背番号           | リーグ           | リーグ戦         | リーグ戦         | リーグ杯         | リーグ杯         | オープン杯       | オープン杯       | 期間通算         | 期間通算         |
| 年度             | クラブ           | 背番号           | リーグ           | 出場             | 得点             | 出場             | 得点             | 出場             | 得点             | 出場             | 得点             |
| 日本             | 日本             | 日本             | 日本             | リーグ戦         | リーグ戦         | リーグ杯         | リーグ杯         | 天皇杯           | 天皇杯           | 期間通算         | 期間通算         |
| ---------------- | ---------------- | ---------------- | ---------------- | ---------------- | ---------------- | ---------------- | ---------------- | ---------------- | ---------------- | ---------------- | ---------------- |
| 2021             | びわこ成蹊大     | 10               | -                | -                | -                | -                | -                | 1                | 0                | 1                | 0                |
| 2022             | FC大阪           | 38               | JFL              | 16               | 3                | -                | -                | -                | -                | 16               | 3                |
| 2023             | FC大阪           | 19               | J3               | 3                | 0                | -                | -                | -                | -                | 3                | 0                |
| 2024             | 高知             | 16               | JFL              | 30               | 3                | -                | -                | 2                | 0                | 32               | 3                |
| 2025             | 高知             | 16               | J3               |                  |                  |                  |                  |                  |                  |                  |                  |
| 通算             | 日本             | 日本             | J3               | 3                | 0                | -                | -                | -                | -                | 3                | 0                |
| 通算             | 日本             | 日本             | JFL              | 46               | 6                | -                | -                | 2                | 0                | 48               | 6                |
| 通算             | 日本             | 日本             | 他               | -                | -                | -                | -                | 1                | 0                | 1                | 0                |
| 総通算           | 総通算           | 総通算           | 総通算           | 49               | 6                | -                | -                | 3                | 0                | 52               | 6                |

その他の公式戦
- 2024年
  - J3・JFL入れ替え戦 2試合1得点

出場歴
- Jリーグ初出場 - 2023年5月3日 J3第9節 vs 松本山雅FC（サンプロアルウィン）
- Jリーグ初得点 - 2025年3月30日 J3第7節 vs FC琉球（高知県立春野総合運動公園陸上競技場）

## 選抜・代表歴
- 2016年：兵庫国体選抜
- 2018年：プレミアリーグ選抜 NIKE NEXT HEROプロジェクト
- 2019年：U20全日本大学選抜
- 2021年：デンソーカップチャレンジサッカー 関西選抜

## タイトル
個人
- JFLベストイレブン（2024年）[7]